# 田中一寧
田中 一寧（たなか いちねい、元治2年1月19日（1865年2月14日） - 昭和20年（1945年）8月6日）は、日本の教育者。

## 略歴
- 1865年（慶応元年）2月14日 - 庄内藩士・田中一俊の長男として生れる。
- 山内与平に漢籍を学ぶ。
- 苗秀学校（旧致道館）入学
- 西田川中学校（現・山形県立鶴岡南高等学校）卒業
- 1881年（明治14年） - 山形師範学校入学
- 病気で同校中途退学。
- 白井重高に漢学を学ぶ。
- 1898年（明治31年） - 荘内中学校（現・山形県立鶴岡南高等学校）教師
- 長男の田中一郎が病院長を勤める広島県広島市に移住。
- 1945年（昭和20年）8月6日 -  広島に投下された原子爆弾（リトルボーイ）の犠牲となり死去、80歳。

## 親族
- 遠縁：田中桐江 - 儒学者
- 父：田中一俊 - 庄内藩士
- 弟：田中一貞 - 社会学者
- 長男：田中一郎 - 病院長

## 著書
- 出版年不明 - 『高橋種之・種芳両翁追憶小記』
- 1936年（昭和11年） - 『杏邨詩稿』

## 参考資料
- 『庄内人名辞典』 大瀬欽哉（代表編者） 致道博物館内「庄内人名辞典刊行会」（発行）